# Sture Bolin
Sture Bolin (Höganäs, 27 maggio 1900 – Lund, 1º febbraio 1962) è stato uno storico svedese, famoso per i suoi studi sulle rotte commerciali tardo romane e altomedievali.

## Biografia
Sture Bolin nacque a Höganäs il 27 maggio 1900. Studiò storia a Lund con Lauritz Weibull. Nel 1938 divenne professore di storia all'Università di Lund. Morì a Lund nel 1962.

## Teorie
Bolin formulò un'ipotesi alternativa alla tesi sostenuta da Henri Pirenne sulla decadenza dei commerci in Occidente nel periodo carolingio. Secondo Pirenne l'avvento dell'Islam avrebbe interrotto i legami economici dell'Europa con tutta l'area corrispondente a Turchia sud-orientale, Siria, Palestina, Nordafrica, Spagna e Portogallo: in tal modo, l'Europa sarebbe stata ridotta a un'area ristagnante, esclusa dai commerci. Secondo Bolin, al contrario, i mondi islamico e carolingio furono collegati attraverso l'intermediazione dei mercanti variaghi.
Bolin intitolò il suo articolo sull'argomento Maometto, Carlomagno e Rjurik (1953). L'argomentazione fondamentale offerta da Bolin è chiaramente indicata nella seguente citazione (p. 8):
Bolin appoggiò con fermezza la seconda di queste due alternative, concludendo che la prosperità del mondo arabo stimolò indirettamente il commercio e la crescita economica in Occidente attraverso il suo impatto iniziale sui variaghi e sulla Rus' di Kiev. In questo modo Maometto era, in un certo senso, il creatore dello stato carolingio, come sosteneva Pirenne, ma promuovendo la crescita economica e del commercio in Europa occidentale, non ritardandola. Per cominciare, Bolin sostiene che il commercio tra l'Europa occidentale e l'Oriente non si esaurì nel VII e VIII secolo, dopo l'avvento dell'Islam, ma proseguì con l'esportazione di schiavi, pellicce spade in cambio di argento e prodotti di lusso come sete e spezie. Gli schiavi, tuttavia, erano per lo più slavi orientali e le pellicce stesse provenivano dall'estremo settentrione e oriente, quindi questi prodotti erano riesportazioni piuttosto che esportazioni e solo le spade erano di fabbricazione franca. I franchi ottenevano schiavi e pellicce provenienti dalle regioni del Mar Baltico e del Mare del Nord in cambio dei propri prodotti primari e manifatturieri. Gli schiavi venivano portati a piedi lungo le strade da Cracovia a Praga, raccolti a Verdun ed esportati attraverso Arles in Spagna e in altre aree del mondo islamico da parte dei poliglotti mercanti ebrei radaniti, i cui contatti si estendevano dalla Spagna e dal Nordafrica fino alla Cina.
Bolin ritiene, tuttavia, che ebbe luogo un cambiamento fondamentale all'inizio del IX secolo, con i norreni che, prendendo il controllo dei sistemi fluviali russi, aprirono un canale diretto con i redditizi mercati orientali. Essi esigevano con la forza bruta pellicce e schiavi come tributo dalle popolazioni native finniche e slave e li scambiavano con l'argento islamico e le sete bizantine. La scoperta di ricchissime miniere d'argento nelle regioni di Tashkent e della valle del Panjshir, in quello che oggi è l'Afghanistan, portò a un enorme afflusso di metallo sotto forma di monete abbasidi e successivamente samanidi, che passavano nelle mani dei norreni e da questi finivano in Occidente. Bolin paragona questo afflusso d'argento dei secoli IX e X a quello generato dai conquistadores del Nuovo Mondo nel Cinquecento, con simili effetti inflazionistici ed espansivi.
A conferma della sua tesi Bolin (p. 35) riporta il fatto interessante che il diplomatico ebreo Ibrahim ibn Ya'qub di Tortosa, inviato in missione diplomatica per conto dell'emiro di Cordoba, abbia trovato dei dirham samanidi, battuti a Samarcanda nel 913, a Magonza nel 965. Il viaggiatore spagnolo annota anche la propria sorpresa di fronte all'abbondanza e alla varietà di prodotti provenienti dall'India disponibili a Magonza.
Secondo Bolin i contatti del nord Europa con i paesi islamici attraverso il Dnepr, il Don e il Volga ebbero dunque un influsso positivo per la crescita economica occidentale nei secoli IX e X: gli schiavi e altre esportazioni finanziavano gli afflussi d'argento, che poi contribuivano a monetizzare un'economia europea in via di espansione e commercializzazione. In questo senso i variaghi avrebbero dunque contribuito a riunire Maometto e Carlo Magno, dando così un apporto allo spostamento del centro di gravità dell'economia europea lontano dal Mediterraneo e verso le coste settentrionali.
| Controllo di autorità | VIAF (EN) 112765144 · ISNI (EN) 0000 0001 0936 7624 · BAV 495/309860 · LCCN (EN) no98130093 · GND (DE) 128043571 · J9U (EN, HE) 987007289483805171 |